# مياوق
مياوق هي قرية في مقاطعة أرومية، إيران. عدد سكان هذه القرية هو 2,049 في سنة 2006.